# Imre Hódos
Imre Hódos   (Hajdúnánás, 10 de gener de 1928 - Debrecen, 23 d'abril de 1989) va ser un lluitador hongarès, especialista en lluita grecoromana, que va competir durant la dècada de 1950.
El 1952 va prendre part en els Jocs Olímpics de Hèlsinki, on guanyà la medalla d'or en la competició del pes gall del programa de lluita grecoromana. Quatre anys més tard, als Jocs de Melbourne, fou quart en la mateixa prova, i el 1960, als Jocs de Roma, onzè en la seva tercera i darrera participació en uns Jocs.
En el seu palmarès també destaca una medalla de plata al Campionat del món de lluita de 1953 i sis campionats nacionals.